# Polovetzer dansen
De Polovetzer dansen uit Prins Igor, vaak in gekort tot Polovetzer dansen (Frans: Danses Polovtsiennes; Russisch: Половецкие пляски, Polovjetskije plyaski), is een ballet van Michel Fokine. Het ballet is een bewerking van het tweede bedrijf Avond in het Polovetzer kamp uit Aleksandr Borodins opera Vorst Igor uit 1890. Het balletgezelschap Ballets Russes bracht het in première op 18 mei 1909, tijdens hun openingsseizoen in het Théâtre du Châtelet te Parijs.

## Verhaal
Het ballet speelt zich af in een kamp van de Polovtsen, een Russische benaming voor steppevolkeren in de confederatie van Kyptsjaken en Koemanen. Het kamp ontwaakt pas, maar de inwoners zijn onrustig. De vrouwen verzamelen en paraderen voorzichtig voor de mannen. De mannen antwoorden opgetogen. Ze geven uitdrukking aan hun vreugde, kracht en vitaliteit. Opnieuw presenteren de vrouwen zich. Ditmaal maken ze volledig gebruik van hun verleidelijke, voluptueuze lichamen. Hierdoor aangespoord dansen de mannen tot ze uitgeput zijn. In de aanzwellende aanval van lust gooit iedere man een vrouw over zijn schouders. Ze worden aangevoerd door hun leider, die altijd net iets hoger kan springen en net iets meer razernij vertoont. Ten slotte trekken de vrouwen zich terug in hun tenten. De mannen zijn echter zo opgewonden dat ze blijven dansen.

## Choreografie
De choreografie voor de Polovetzer dansen van de Ballets Russes werd ontworpen door Michel Fokine. Hij baseerde zich echter op werk van Lev Ivanov. Ivanov verzorgde in 1890 een choreografie voor het tweede bedrijf van Borodins opera Vorst Igor. Fokine bleef dicht bij deze dansen toen hij dat tweede bedrijf tot een zelfstandig ballet uitwerkte. Voor het Ballets Russes-seizoen van 1923 werd de dans deels herwerkt door Bronislava Nijinska.
Volksdansen waren in de 19e eeuw al een populair onderdeel van ballet. Hoewel de dansen niet gebaseerd zijn op dans bij de Kyptsjaken of Koemanen, getuigen ze wel van exotisme. De balletten die aan de carrière van Fokine voorafgaan zijn doorgaans sterk gestileerd en zweverig. De aandacht in Polovetzer dansen voor ordinaire menselijke passies was ongezien. Een andere innovatie was de volwaardige ruimte voor mannelijke rollen. In West-Europa vervulden mannelijke dansers sinds het romantisch ballet de rol van mime en porteur voor de ballerina. Met Polovetzer dansen bracht Fokine het potentieel van een mannelijke balletchoreografie onder de aandacht buiten Rusland.

## Producties
Sergej Diaghilev, directeur van de Ballets Russes, had het idee om voor de Parijse première van zijn gezelschap de Polovetzer dansen uit Vorsts Igor te herzien. Choreograaf Fokine ging met die opdracht aan de slag. Op 18 mei 1909 ging De Polovetzer Dansen uit Vorst Igor in première in het Théâtre du Châtelet. Adolf Bolm had de rol van het stamhoofd.
Bij de eerste opvoeringen in Covent Garden in Londen, vluchtte een deel van het publiek weg uit de zaal. De choreografie werd omschreven als een "barbaarse horror" en "een bende wilden die staan te trappelen". Ondanks die gemengde ontvangst was ook het eerste Britse seizoen van de Ballets Russes een commercieel en kritisch succes.

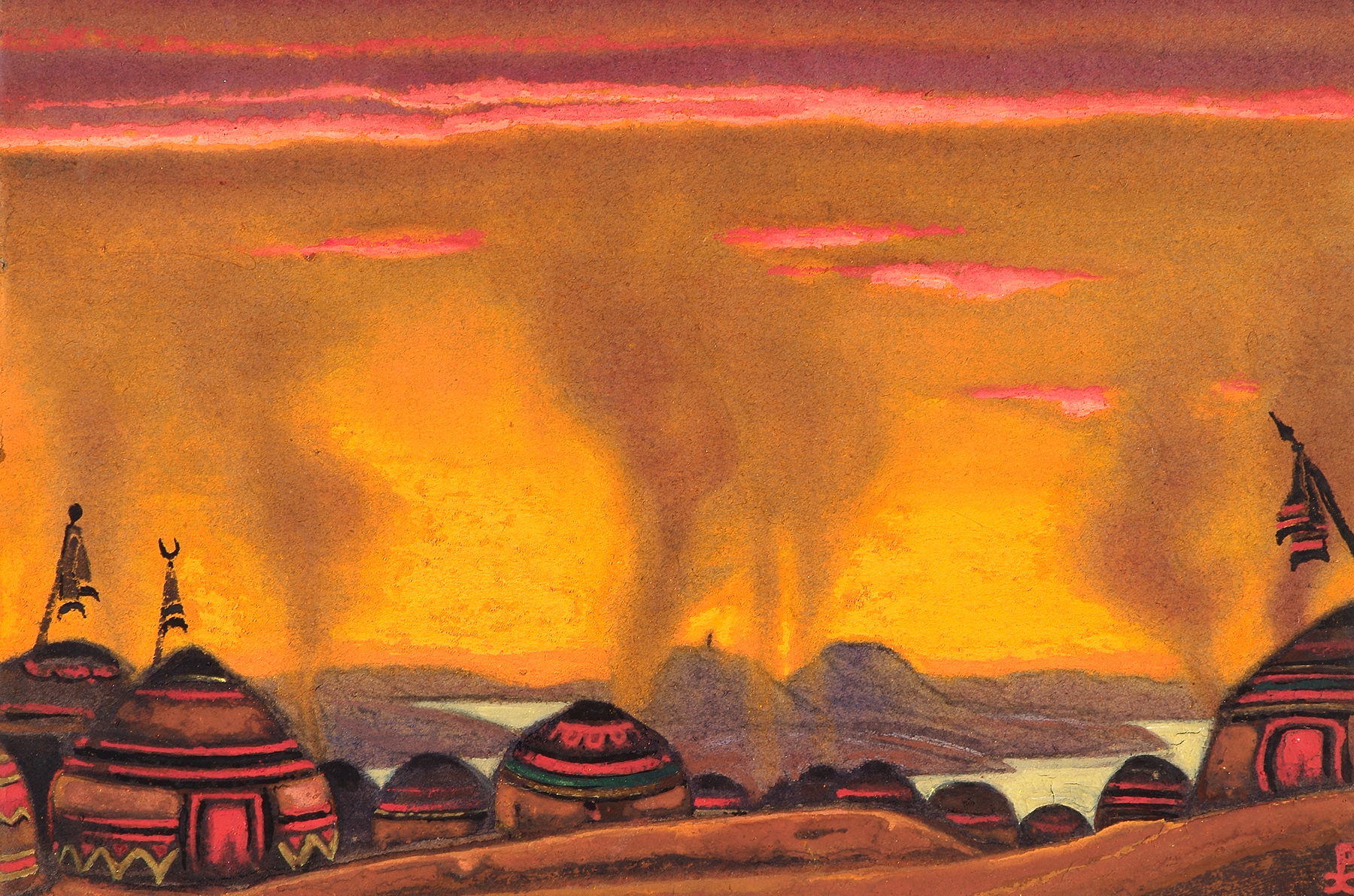
Het kamp van de Polovetsen, door Nicholas Roerich
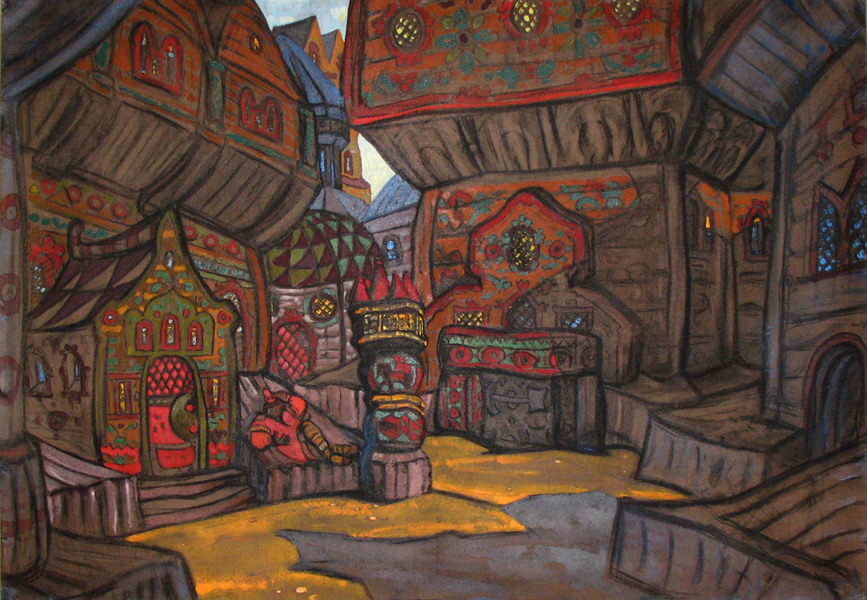
Setontwerp van Nicholas Roerich voor de Ballets Russes
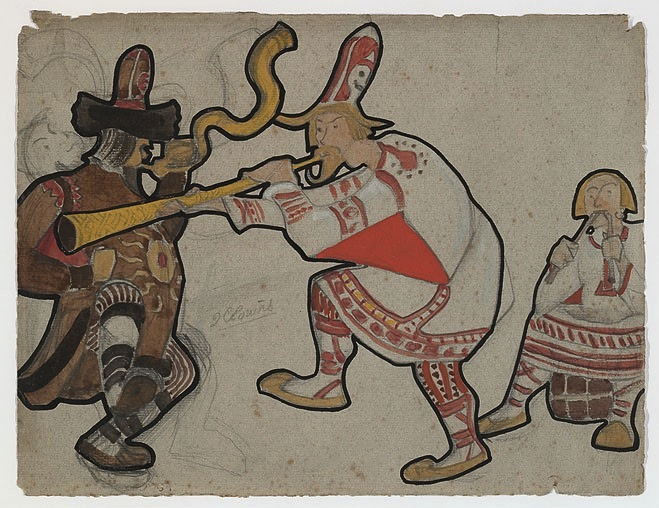
Roerichs kostuumontwerp voor de Polovetsen

## Trivia
- De muziek van De dans van de maagden werd in 1953 gebruikt in de Amerikaanse musical Kismet
- Amerikaans zanger Tony Bennett scoorde een hit met het nummer Stranger in Paradise uit Kismet (1955).
- In 1979 werd de melodie bewerkt in het nummer Quiereme van Julio Iglesias